# Elenco dei film sul basket
Questo è un elenco di film sul basket, comprendente pellicole degne di nota in cui il basket gioca un ruolo centrale nello sviluppo della trama.

## Lista
| Titolo                                                                    | Anno | Genere              | Note |
| ------------------------------------------------------------------------- | ---- | ------------------- | --- |
| Giovinezza Prepotente                                                     | 1927 | Comedia             | Film muto su una studentessa universitaria (Marion Davies) che gioca a basket per conquistare l'allenatore. |
| Campus Confessions                                                        | 1938 | Comedia             | Il figlio del presidente di un college ispira una squadra poco promettente e attrae l'attenzione di una giornalista (Betty Grable). |
| Pippo e la partita di basket                                              | 1946 | Comedia             | Cortometraggio Disney con protagonista Pippo che gioca a basket. |
| The Big Fix                                                               | 1947 | Drama               | Il veterano dell'esercito Ken Williams, un eroe del basket, viene minacciato di truccare le partite della sua scuola. |
| Big Town Scandal                                                          | 1948 | Drama               | Un direttore di giornale accetta di allenare una squadra composta da giovani delinquenti. |
| The Basketball Fix                                                        | 1951 | Drama               | Un giocatore universitario in difficoltà economiche accetta di togliere punti a uno scommettitore. |
| The Harlem Globetrotters                                                  | 1951 | Drama               | Un nuovo tipo di squadra di basket stupisce il pubblico con le sue abilità. |
| Go Man Go                                                                 | 1954 | Biografia           | Origini degli Harlem Globetrotters, con Sidney Poitier come giocatore. |
| In punta di piedi                                                         | 1960 | Comedia             | Una studentessa (Jane Fonda) cerca di conquistare il cuore della stella della squadra (Anthony Perkins). |
| Un professore fra le nuvole                                               | 1961 | Comedia             | Una sostanza miracolosa chiamata "Flubber", inventata da un professore universitario (Fred MacMurray), consente ai giocatori di basket della scuola di rimbalzare fino alle stelle. |
| Yellow 33                                                                 | 1971 | Drama               | Diretto da Jack Nicholson, la storia di un giocatore universitario che diventa un attivista del campus. |
| Maurie                                                                    | 1973 | Biografia           | L'impatto di un infortunio che ha cambiato la vita dei compagni di squadra NBA Maurice Stokes e Jack Twyman. |
| Mixed Company                                                             | 1974 | Comedia             | Un allenatore dei Phoenix Suns e sua moglie adottano bambini di diverse etnie. |
| Cornbread, Earl and Me                                                    | 1975 | Drama               | Un adolescente in procinto di ottenere una borsa di studio per il basket (Jamaal Wilkes) viene scambiato per un criminale e ucciso dalla polizia. |
| One on One                                                                | 1977 | Drama               | Una matricola universitaria molto ambita (Robby Benson) si scontra con un allenatore esigente. |
| Coach                                                                     | 1978 | Drama               | Un'allenatrice di basket (Cathy Lee Crosby) assunta per errore viene molestata dal suo superiore. |
| The American Game                                                         | 1979 | Documentario        | Segue due giocatori di basket delle superiori provenienti da background diversi. |
| Fast Break                                                                | 1979 | Comedia             | Gabe Kaplan interpreta un newyorkese che sogna di diventare allenatore e che finalmente ci riesce. |
| Basket Music                                                              | 1979 | Comedia             | Una squadra di basket considerata uno zimbello si trasforma nei Pittsburgh Pisces. |
| Il Grande Santini                                                         | 1979 | Drama               | La vita di una star del liceo è complicata dal padre (Robert Duvall), un crudele marine. |
| I Ragazzi del Max's bar                                                   | 1980 | Drama               | Quando l'infortunio di un barista guarisce, lui diventa un giocatore dei Golden State Warriors. |
| Correre per vincere                                                       | 1982 | Drama               | La riunione di una squadra vincitrice del campionato statale della Pennsylvania si trasforma in un acceso scontro, con protagonisti Robert Mitchum e Bruce Dern. |
| Voglia di vincere                                                         | 1985 | Comedia             | Una commedia slapstick con Michael J. Fox su uno studente delle superiori che scopre di trasformarsi in un lupo mannaro. |
| Colpo vincente                                                            | 1986 | Drama               | Gene Hackman in una storia liberamente basata sulla squadra di basket della Milan High School del 1953-54. |
| La protesta del silenzio                                                  | 1987 | Drama               | Una superstar della NBA (la vera star della NBA Alex English) si unisce alla protesta anti-nucleare di un lanciatore della Montana Little League. |
| The Pistol: The Birth of a Legend                                         | 1991 | Drama               | Film biografico basato sui primi anni di vita di Pete Maravich. |
| Heaven Is a Playground                                                    | 1991 | Drama               | Basato sull'omonimo libro di Rick Telander, un allenatore e un avvocato uniscono le forze per aiutare una squadra di una scuola superiore cittadina a stare lontana dai guai. |
| American Citizen                                                          | 1992 | Drama               | Film sull'amicizia tra un giocatore di basket americano che gioca in Israele e un giornalista sportivo israeliano. |
| Chi non salta bianco è                                                    | 1992 | Comedia             | I truffatori dei campi da gioco all'aperto (Wesley Snipes, Woody Harrelson) imbrogliano sia gli avversari che loro stessi. |
| Final Shot: The Hank Gathers Story                                        | 1992 | Drama               | Film biografico televisivo sulla sfortunata star di Loyola Marymount. |
| Hardwood Dreams                                                           | 1993 | Documentario        | Wesley Snipes racconta la storia di una squadra di una scuola superiore della zona di Los Angeles. |
| Blue Chips - Basta vincere                                                | 1994 | Drama               | Nick Nolte interpreta un allenatore universitario di successo che viola le regole per reclutare nuove stelle. |
| Hoop Dreams                                                               | 1994 | Documentario        | Due atleti di una scuola superiore di Chicago cercano di primeggiare in campo e di accedere al college. |
| Above the Rim                                                             | 1994 | Drama               | La storia di un giocatore di una scuola superiore di New York che finisce per frequentare una brutta compagnia. |
| Che aria tira lassù?                                                      | 1994 | Comedia             | Kevin Bacon nei panni di un allenatore universitario che si reca in Africa alla ricerca di nuovi talenti. |
| The St. Tammany Miracle                                                   | 1994 | Per Famiglie        | Storia di una squadra episcopale composta esclusivamente da ragazze. |
| Ritorno dal nulla                                                         | 1995 | Drama               | Basato sulla straziante storia vera di Jim Carroll sulla tossicodipendenza, con Leonardo DiCaprio. |
| Forget Paris                                                              | 1995 | Commedia Romantica  | Un irascibile arbitro NBA (Billy Crystal) cerca di far funzionare il suo nuovo matrimonio. |
| Slam Dunk Ernest                                                          | 1995 | Comedia             | Con il personaggio interpretato in molti film da Jim Varney. |
| Space Jam                                                                 | 1996 | Animazione/Comedia  | Unisce azione dal vivo e animazione, con Michael Jordan e Bugs Bunny. |
| Eddie - Un'allenatrice fuori di testa                                     | 1996 | Comedia             | Whoopi Goldberg interpreta una tifosa dei New York Knicks che diventa il loro capo allenatore. |
| Celtic Pride - Rapimento per sport                                        | 1996 | Comedia             | I tifosi del Boston (Daniel Stern e Dan Aykroyd) rapiscono il miglior giocatore della squadra avversaria (Damon Wayans). |
| L'allenatrice                                                             | 1996 | Drama               | Una donna (Rhea Perlman) diventa allenatrice di una squadra composta esclusivamente da uomini. |
| Più in alto di tutti                                                      | 1996 | Biografia           | Film con Don Cheadle nel ruolo della leggenda dei parchi giochi di New York. |
| Air Bud - Campione a quattro zampe                                        | 1997 | Comedia             | Avventura familiare con protagonista un cane che gioca a basket. |
| Un canestro per due                                                       | 1997 | Comedia             | Il fantasma di un compagno di squadra torna per ispirare un giocatore dell'Università di Washington. |
| Soul in the Hole                                                          | 1997 | Documentario        | Informazioni sull'aspirante allenatore di basket Kenny Jones e sulla sua squadra "Kenny's Kings" |
| My Giant                                                                  | 1998 | Comedia             | Un uomo alto quasi 2,4 metri (Gheorghe Mureșan) viene trovato da un tizio (Billy Crystal) con grandi idee. |
| Gunnin' for That#1 Spot                                                   | 1998 | Documentario        | Il film di Adam Yauch segue 8 dei migliori giocatori di basket delle scuole superiori. |
| Bad As I Wanna Be: The Dennis Rodman Story                                | 1998 | Drama               | Film TV, film biografico sulla star dell'NBA. |
| He Got Game                                                               | 1998 | Drama               | Un uomo detenuto (Denzel Washington) cerca di convincere suo figlio, un giocatore di basket di alto livello in una scuola superiore, a frequentare il college del governatore in cambio di una riduzione della pena. |
| City Dump: The Story of the 1951 CCNY Basketball Scandal                  | 1998 | Documentario        | HBO analizza la vergogna della squadra universitaria di New York per la sua strategia di point-shaving. |
| Game Day                                                                  | 1999 | Drama               | Dramma dark poco conosciuto. Ossessionato dalla perdita di cinque titoli di campione, l'allenatore alcolizzato Richard Lewis ha la possibilità di riscattarsi in un piccolo programma universitario di seconda categoria con un fan ossessionato. |
| Michael Jordan: An American Hero                                          | 1999 | Drama               | Film biografico su un grande della NBA. |
| Passing Glory                                                             | 1999 | Drama               | Un prete degli anni '60 (Andre Braugher) organizza una partita tra squadre segregate in base alla razza. |
| That Championship Season                                                  | 1999 | Drama               | Remake del film del 1982, basato sull'opera teatrale di Jason Miller, vincitrice del premio Pulitzer. |
| Love & Basketball                                                         | 2000 | Romantico           | Due giocatori di basket, uomini e donne, frequentano insieme la USC e si innamorano. |
| Michael Jordan to the Max                                                 | 2000 | Documentario        | Documentario IMAX narrato da Laurence Fishburne. |
| Scoprendo Forrester                                                       | 2000 | Drama               | Uno scrittore solitario (Sean Connery) fa da mentore a uno studente-atleta di una scuola privata. |
| Folletti si nasce                                                         | 2001 | Comedia             | Film televisivo per famiglie su uno studente delle scuole medie che scopre le sue origini irlandesi. |
| O come Otello                                                             | 2001 | Drama               | Un adattamento di Otello, adattato a una moderna scuola superiore americana e alla sua squadra. |
| Juwanna Mann                                                              | 2002 | Commedia Romantica  | Un giocatore di basket diventa un imitatore di sesso femminile. |
| The Red Sneakers                                                          | 2002 | Fantasy             | Film per la TV su un giocatore con un paio di scarpe fortunate, diretto da Gregory Hines. |
| Il sogno di Calvin                                                        | 2002 | Comedia             | Delle scarpe magiche trasformano un quattordicenne (Lil' Bow Wow) in una star del basket. |
| A Season on the Brink                                                     | 2002 | Drama               | Film per la TV basato sul libro, che documenta la stagione 1985-86 di Bob Knight e dell'Università dell'Indiana. |
| Due gemelle e un pallone                                                  | 2002 | Biografia           | Biopic Disney Channel su Heather e Heidi Burge, gemelle di Palos Verdes che finiscono nella WNBA. |
| Crossing the Line                                                         | 2002 | Drama               | L'allenatore di una squadra femminile si scontra con i genitori arrabbiati. |
| Something to Cheer About                                                  | 2002 | Documentario        | Informazioni sui Crispus Attucks Tigers, la prima squadra di una scuola superiore composta esclusivamente da neri a vincere un campionato statale contro squadre bianche, dietro la futura stella della NBA Oscar Robertson. |
| Miracolo a tutto campo                                                    | 2003 | Per Famiglie        | Storia di una squadra di un'accademia ebraica in un grande torneo. |
| Sky Walker – The David Thompson Story                                     | 2004 | Documentario        | Uno sguardo alla star della North Carolina State e della NBA David Thompson. |
| The Year of the Yao                                                       | 2004 | Documentario        | Racconta la prima stagione di Yao Ming nella NBA. |
| The Cookout                                                               | 2004 | Comedia             | Un vicino cerca di vendicarsi di un giocatore dei New Jersey Nets vendendo cimeli. |
| Un allenatore in palla                                                    | 2005 | Comedia             | Un allenatore escluso dal campionato di pallacanestro universitario (Martin Lawrence) finisce per insegnare ai ragazzi delle scuole medie. |
| Coach Carter                                                              | 2005 | Drama               | Basato su una storia vera, con Samuel L. Jackson nel ruolo di un allenatore di liceo. |
| The Heart of the Game                                                     | 2005 | Documentario        | Uno sguardo dietro le quinte alla squadra femminile di una scuola superiore di Seattle. |
| <i id="mwA1Y">Through the Fire</i>                                        | 2005 | Documentario        | Mostra la vita di Sebastian Telfair, che deve decidere se giocare per Louisville o andare direttamente in NBA |
| Hardwood                                                                  | 2005 | Documentario        | Hubert Davis riflette sul padre, giocatore degli Harlem Globetrotters. |
| Church Ball                                                               | 2006 | Comedia             | Un vescovo recluta Dennis Buckstead per allenare un gruppo di giocatori di basket non giocatori. |
| Crossover                                                                 | 2006 | Azione              | Uno studente universitario cerca di concentrarsi sia sul basket sia sulla facoltà di medicina. |
| Il sogno di Jerome                                                        | 2006 | Comedia             | Sequel di Like Mike uscito direttamente in DVD. |
| Glory Road                                                                | 2006 | Drama               | Basato sulla storia vera della squadra del Texas Western College del 1965-66. |
| Believe in Me                                                             | 2006 | Drama               | Assegnato contro la sua volontà alla squadra femminile dell'Oklahoma, l'allenatore la porta alla finale del titolo statale. |
| Home of the Giants                                                        | 2007 | Crime drama         | Una rapina crea complicazioni per una squadra di una scuola superiore dell'Indiana. |
| Quantum Hoops                                                             | 2007 | Documentario        | Nella stagione 2005-2006, la squadra del Caltech tenta di porre fine alla serie di 21 sconfitte consecutive nelle partite di campionato. |
| Dribbles                                                                  | 2007 | Drama               | |
| Slam                                                                      | 2008 | Azione              | Film cinese su tre giovani che affrontano i loro rivali in un torneo di basket di strada Adidas. |
| The First Basket                                                          | 2008 | Documentario        | Esplora l'influenza del basket professionistico sulla cultura ebraica. |
| Game of Change                                                            | 2008 | Documentario        | Una squadra segregata della Mississippi State, sfidando un ordine del tribunale, gioca contro l'integrata Loyola Chicago nel torneo NCAA del 1963. Prodotto e diretto da Jerald Harkness, figlio della star della Loyola del 1963 Jerry Harkness. |
| Road to Redemption                                                        | 2008 | Documentario        | Film prodotto da Nike. |
| Semi-Pro                                                                  | 2008 | Comedia             | Il proprietario/allenatore/giocatore (Will Ferrell) di una sfortunata squadra dell'American Basketball Association tenta più volte di aumentare le vittorie e le presenze. |
| Ball Don't Lie                                                            | 2008 | Indie               | Basato sull'omonimo romanzo, racconta la vita di Sticky (Grayson Boucher), che lotta contro il disturbo ossessivo-compulsivo e traumi emotivi ma è talentuoso in campo. |
| Hurricane Season                                                          | 2009 | Drama               | Basato sulla storia vera di un allenatore della Louisiana (Forest Whitaker) impegnato nella ricostruzione dopo l'uragano Katrina. |
| Kobe Doin' Work                                                           | 2009 | Documentario        | Film per la TV diretto da Spike Lee, incentrato su una giornata nella vita della superstar dell'NBA Kobe Bryant. |
| The Mighty Macs                                                           | 2009 | Drama               | Basato sulla squadra femminile dell'Immaculata College del 1972, allenata da Cathy Rush, che vinse il primo campionato nazionale femminile ufficiale. |
| More Than a Game                                                          | 2009 | Documentario        | Racconta la carriera scolastica di LeBron James e di quattro dei suoi amici della città natale. |
| Sonicsgate                                                                | 2009 | Documentario        | Esplora il controverso trasferimento dei Seattle SuperSonics a Oklahoma City. |
| No Crossover: The Trial of Allen Iverson                                  | 2009 | Documentario        | Realizzato per la TV come parte della serie 30 for 30 di ESPN. Uno sguardo a una rissa e al successivo processo quando Allen Iverson era al liceo. |
| The Winning Season                                                        | 2009 | Comedia             | Un allenatore in pensione (Sam Rockwell) con problemi di alcolismo assume la guida di una squadra universitaria femminile. |
| Streetballers                                                             | 2009 | Indie               | Racconta la storia di un'amicizia tra due giocatori di basket del college junior provenienti da background diversi |
| Rimbalzi d'amore                                                          | 2010 | Romantico           | Una fisioterapista (Queen Latifah) si innamora di un giocatore dei New Jersey Nets della NBA. |
| Without Bias                                                              | 2010 | Documentario        | Realizzato per la TV come parte della serie 30 for 30 di ESPN. Esplora la carriera di Len Bias e la sua morte per overdose di cocaina poco dopo essere stato selezionato nel draft NBA del 1986. |
| Guru of Go                                                                | 2010 | Documentario        | Realizzato per la TV come parte della serie 30 for 30 di ESPN. Nel periodo 1985-1990 come allenatore di Paul Westhead alla Loyola Marymount, il ritmo offensivo frenetico della squadra e i giocatori di punta Hank Gathers e Bo Kimble. |
| Once Brothers                                                             | 2010 | Documentario        | Realizzato per la TV come parte della serie 30 for 30 di ESPN. La storia del croato Dražen Petrović e del serbo Vlade Divac, compagni di squadra nella nazionale jugoslava, e di come le guerre jugoslave abbiano spezzato la loro amicizia. |
| Winning Time: Reggie Miller vs. the New York Knicks                       | 2010 | Documentario        | Realizzato per la TV come parte della serie 30 for 30 di ESPN. Uno sguardo alla rivalità di Reggie Miller con i New York Knicks negli anni '90, in particolare ai playoff del 1994 e del 1995 e all'interazione con il fan dei Knicks Spike Lee. |
| The Fab Five                                                              | 2011 | Documentario        | Realizzato per la TV, seguito della serie 30 for 30 di ESPN. Documenta gli alti e bassi dei Fab Five dell'Università del Michigan nei primi anni '90. |
| Off the Rez                                                               | 2011 | Documentario        | Realizzato per la TV. Si concentra sulla carriera scolastica della futura giocatrice della WNBA Shoni Schimmel, una nativa americana cresciuta in una riserva dell'Oregon. |
| Unguarded                                                                 | 2011 | Documentario        | Realizzato per la TV, seguito della serie 30 for 30 di ESPN. Racconta la vita e la carriera dell'ex giocatore NBA Chris Herren, la sua lotta contro la tossicodipendenza e il recupero in corso. |
| The Announcement                                                          | 2012 | Documentario        | Realizzato per la TV, seguito della serie 30 for 30 di ESPN. Sull'impatto dell'annuncio di Magic Johnson del 1991 di essere risultato positivo all'HIV. |
| Benji                                                                     | 2012 | Documentario        | Esamina l'omicidio di Ben Wilson, una superstar del liceo del South Side di Chicago, avvenuto nel 1984. |
| Ginger: More than a Game                                                  | 2012 | Documentario        | Documentario serbo sulla vita e l'impatto di Radivoj Korać, a cui si attribuisce il merito di aver reso il basket uno sport importante nell'ex Jugoslavia. |
| Long Shot: The Kevin Laue Story                                           | 2012 | Documentario        | Kevin Laue, nonostante sia nato con un braccio che finisce sotto il gomito, ha la possibilità di diventare un giocatore di basket. |
| The Other Dream Team                                                      | 2012 | Documentario        | Sulla resurrezione della nazionale lituana dopo il ripristino dell'indipendenza del paese nel 1990 e il suo cammino verso le Olimpiadi del 1992. |
| There's No Place Like Home                                                | 2012 | Documentario        | Realizzato per la TV come parte della serie 30 for 30 di ESPN, che esamina il tentativo di riportare le regole originali del basket di James Naismith all'Università del Kansas, dove Naismith ha lavorato per oltre 40 anni. |
| Thunderstruck - Un talento fulminante                                     | 2012 | Per Famiglie        | Un adolescente che idolatra Kevin Durant (che interpreta se stesso) scambia il suo talento con quello della star della NBA, diventando un fenomeno mentre Durant è impantanato in un periodo di crisi.. |
| Winning Favor                                                             | 2012 | Drama               | Due amici d'infanzia si incontrano durante il campionato statale. |
| Dream Team 1935                                                           | 2012 | Drama               | Una storia vera poco conosciuta sulle origini del basket in Europa, che culmina con il primo campionato europeo di basket, tenutosi a Ginevra, in Svizzera, nel 1935. |
| Bernie and Ernie                                                          | 2013 | Documentario        | Realizzato per la TV come parte della serie 30 for 30 di ESPN. Sull'amicizia tra i giocatori NBA Bernard King ed Ernie Grunfeld, iniziata quando entrambi giocavano per i Tennessee Volunteers negli anni '70. |
| Free Spirits                                                              | 2013 | Documentario        | Realizzato per la TV come parte della serie 30 for 30 di ESPN, che esamina la squadra di basket ABA degli Spirits of St. Louis e come i proprietari della squadra siano riusciti a farla partecipare alla NBA per decenni dopo lo scioglimento degli Spirits. |
| 50 anni in rosa                                                           | 2013 | Comedia             | Le donne di mezza età sfidano i campioni delle scuole superiori statali. |
| Linsanity                                                                 | 2013 | Documentario        | Sulla fama improvvisa della guardia NBA Jeremy Lin. |
| Medora                                                                    | 2013 | Documentario        | Le difficoltà di una scuola superiore dell'Indiana con appena 70 studenti. |
| Survive and Advance                                                       | 2013 | Documentario        | Realizzato per la TV come parte della serie 30 for 30 di ESPN. Una retrospettiva di 30 anni sull'improbabile corsa della North Carolina State alla vittoria dei tornei ACC e NCAA del 1983. |
| Swoopes                                                                   | 2013 | Documentario        | Realizzato per la TV come parte della serie Nine for IX di ESPN. Uno sguardo a Sheryl Swoopes, a volte chiamata la Michael Jordan al femminile. |
| Pat XO                                                                    | 2013 | Documentario        | Realizzato per la TV come parte di Nine for IX di ESPN. Esamina l'allenatrice del Tennessee Pat Summitt e la sua battaglia contro l'Alzheimer precoce. |
| The Doctor                                                                | 2013 | Documentario        | Documentario televisivo sulla carriera di Julius Erving nell'ABA e nell'NBA. |
| Coach                                                                     | 2013 | Documentario        | Cortometraggio realizzato per la TV, parte del programma Nine for IX di ESPN. Esamina il famoso allenatore di basket C. Vivian Stringer. |
| Jayhawkers                                                                | 2014 | Biografia           | Phog Allen, capo allenatore della squadra di basket maschile dei Kansas Jayhawks, recluta Wilt Chamberlain. |
| 1000 to 1: The Cory Weissman Story                                        | 2014 | Drama               | Film girato direttamente in DVD basato sulla vera storia di Cory Weissman, una star del liceo che fu colpito da ictus mentre frequentava il Gettysburg College, e sulla sua lotta per tornare in campo nonostante la paralisi iniziale. |
| Bad Boys                                                                  | 2014 | Documentario        | Realizzato per la TV come parte della serie 30 for 30 di ESPN. Uno sguardo ai Detroit Pistons di fine anni '80 e inizio anni '90. |
| Nowitzki: The Perfect Shot                                                | 2014 | Documentario        | Film tedesco sullo sviluppo di Dirk Nowitzki in una superstar della NBA, con la partecipazione dell'allenatore di tiro Holger Geschwindner. |
| Playing for the Mob                                                       | 2014 | Documentario        | Realizzato per la TV come parte della serie 30 for 30 di ESPN. Esplora come il socio della mafia Henry Hill abbia orchestrato un massiccio schema di point-shaving al Boston College. |
| Requiem for the Big East                                                  | 2014 | Documentario        | Realizzato per la TV come parte della serie 30 for 30 di ESPN. Una storia della Big East Conference, fondata nello stesso anno di ESPN stessa, che esamina cosa ha portato alla sua divisione in due leghe nel 2013. |
| When the Garden Was Eden                                                  | 2014 | Documentario        | Realizzato per la TV come parte della serie 30 for 30 di ESPN. Uno sguardo alle squadre dei New York Knicks dei primi anni '70. |
| Villinam                                                                  | 2014 | Drama               | Uno studente universitario in India si batte contro l'establishment del cricket per avviare un programma di basket. |
| Down in the Valley                                                        | 2015 | Documentario        | Realizzato per la TV come parte della serie 30 for 30 di ESPN. Uno sguardo alla lotta di Sacramento e del suo sindaco, l'ex star della NBA Kevin Johnson, per impedire ai Kings di trasferirsi a Seattle. |
| I Hate Christian Laettner                                                 | 2015 | Documentario        | Realizzato per la TV come parte della serie 30 for 30 di ESPN. Esamina la vita e la carriera di Christian Laettner e l'intensa antipatia che alcuni fan ancora nutrono nei confronti dell'ex star dei Duke, più di 20 anni dopo la sua ultima partita per i Blue Devils. |
| Sole Man                                                                  | 2015 | Documentario        | Realizzato per la TV come parte della serie 30 for 30 di ESPN. Esplora l'ascesa di Sonny Vaccaro dalle radici della città siderurgica della Pennsylvania alla sua posizione di rilievo nell'industria del basket e delle scarpe sportive. |
| Son of the Congo                                                          | 2015 | Documentario        | Esplora il viaggio di Serge Ibaka, dall'infanzia nella Repubblica del Congo dilaniata dalla guerra fino alla celebrità nella NBA. |
| Brotherly Love                                                            | 2015 | Drama               | Segue il giocatore di basket del liceo Sergio Taylor mentre affronta la fama che deriva dall'essere un atleta di successo e dal provenire da una famiglia con aspirazioni sbiadite. |
| We Will Be the World Champions                                            | 2015 | Drama               | Film serbo sullo sviluppo del basket nell'ex Jugoslavia, culminato nella vittoria della nazionale nel campionato mondiale FIBA del 1970. |
| Giants of Africa                                                          | 2016 | Documentario        | Descrive gli sforzi filantropici di Masai Ujiri per promuovere lo sviluppo e l'espansione del basket in Africa. |
| One &amp; Done                                                            | 2016 | Documentario        | Realizzato per la TV. Esplora la vita del promettente australiano e futuro giocatore NBA Ben Simmons, concentrandosi sulla sua unica stagione alla LSU. |
| Phi Slama Jama                                                            | 2016 | Documentario        | Realizzato per la TV come parte della serie 30 for 30 di ESPN. Uno sguardo al team iconico Phi Slama Jama dell'Università di Houston degli anni '80. |
| This Magic Moment                                                         | 2016 | Documentario        | Realizzato per la TV come parte della serie 30 for 30 di ESPN. Uno sguardo agli Orlando Magic degli anni '90 e al fenomeno culturale ispirato da Shaquille O'Neal e Penny Hardaway. |
| Wolves                                                                    | 2016 | Drama               | Le scommesse di un professore universitario (Michael Shannon) complicano la vita del figlio, una stella del basket del liceo. |
| The Carter Effect                                                         | 2017 | Documentario        | Esplora l'impatto del periodo in cui Vince Carter ha giocato per i Toronto Raptors. |
| Hoops Africa: Ubuntu Matters                                              | 2017 | Documentario        | Dalla prima partita NBA tenutasi in Sudafrica alle strade dello Zimbabwe, questo film esplora i sogni di un giovane giocatore e di un'organizzazione non-profit che usa il basket come forza del bene. Scopri il potere di Ubuntu e come può cambiare il mondo. Narrato da Hakeem Olajuwon, membro della NBA Hall of Fame. |
| Celtics/Lakers: Best of Enemies                                           | 2017 | Documentario        | Documentario in tre parti realizzato per la TV come parte della serie 30 for 30 di ESPN. Esamina la rivalità tra Celtics e Lakers, incluso il suo impatto sulla NBA nel suo complesso. |
| Disgraced                                                                 | 2017 | Documentario        | Un'analisi televisiva dell'omicidio del giocatore della Baylor Patrick Dennehy, avvenuto nel 2003 per mano di un compagno di squadra, e delle gravi violazioni delle regole NCAA scoperte in seguito. |
| Tre secondi per la vittoria                                               | 2017 | Drama               | Film sulla controversa vittoria della nazionale sovietica sulla squadra olimpica statunitense, che pose fine alla serie di 63 vittorie consecutive degli USA, alle Olimpiadi estive del 1972 a Monaco di Baviera. |
| My Other Home                                                             | 2017 | Biografia           | Film cinese su Stephon Marbury e la sua rinascita professionale in Cina. |
| On the Map                                                                | 2017 | Documentario        | Una retrospettiva di 40 anni della stagione 1976-77 del Maccabi Tel Aviv, che secondo le parole della loro stella nata nel New Jersey, Tal Brody, ha messo Israele "sulla mappa" con la vittoria nella Coppa dei Campioni di quella stagione. |
| One and Not Done                                                          | 2017 | Documentario        | Realizzato per la TV come parte della serie 30 for 30 di ESPN. Esplora la vita e la carriera di John Calipari sullo sfondo della sua squadra del Kentucky 2015-16. |
| Slamma Jamma                                                              | 2017 | Drama               | Un promettente giocatore di basket universitario (Chris Staples) viene rilasciato dalla prigione dopo aver scontato sei anni di carcere per rapina a mano armata. |
| Finding Big Country                                                       | 2018 | Documentario        | La regista Kathleen Jayme tenta di rintracciare il luogo in cui si trova l'ex giocatore dei Vancouver Grizzlies Bryant "Big Country" Reeves dopo il suo ritiro dal basket. |
| The Last Days of Knight                                                   | 2018 | Documentario        | Realizzato come parte della serie 30 for 30 di ESPN e inizialmente pubblicato sul nuovo servizio di streaming ESPN+ dell'azienda. Una retrospettiva degli eventi che hanno portato al licenziamento di Bob Knight da parte dell'Università dell'Indiana nel 2000, diretta dal reporter la cui indagine ha portato al licenziamento di Knight. |
| Uncle Drew                                                                | 2018 | Comedia             | Un allenatore di streetball perde la squadra che aveva pianificato di far partecipare a un grande torneo e si rivolge a un gruppo di giocatori anziani in un disperato tentativo di vincere il torneo. Spin-off di una serie di spot pubblicitari della Pepsi Max con la star della NBA Kyrie Irving nel ruolo del personaggio principale; presenta anche i giocatori della Hall of Fame Lisa Leslie, Reggie Miller e Shaquille O'Neal, oltre a molte altre importanti figure del basket. |
| Warrior Pride                                                             | 2018 | Drama               | L'allenatore di una squadra di basket dell'AAU del Michigan punta a vincere il campionato nazionale, aiutando allo stesso tempo i suoi giocatori ad affrontare gli alti e bassi della vita dentro e fuori dal campo. |
| The Dominican Dream                                                       | 2019 | Documentario        | Realizzato per la TV come parte della serie 30 for 30 di ESPN. Uno sguardo alla vita e alla carriera di Felipe López, figlio di immigrati dominicani che ha avuto grande successo al liceo e all'università, e alla soddisfazione che trova dopo una carriera professionale mediocre. |
| Rodman: For Better or Worse                                               | 2019 | Documentario        | Realizzato per la TV come parte della serie 30 for 30 di ESPN. Uno sguardo senza limiti alla vita e alla carriera di Dennis Rodman. |
| High Flying Bird                                                          | 2019 | Drama               | Durante un lockout nel basket professionistico, un agente sportivo propone a un suo cliente alle prime armi una proposta commerciale intrigante e controversa. |
| Events Transpiring Before, During and After a High School Basketball Game | 2020 | Comedia             | Le difficoltà di una squadra di basket del liceo che non ha avuto successo e della scuola per cui gioca. |
| Basketball County: In the Water                                           | 2020 | Documentario        | Uno sguardo al basket giovanile nella contea di Prince George, nel Maryland, un'area che ha prodotto un numero significativo di giocatori di basket di talento come Kevin Durant e Victor Oladipo. |
| One of Ours                                                               | 2020 | Documentario        | Profili Josiah Wilson, un giovane canadese di colore adottato e cresciuto da una famiglia delle Prime Nazioni, ma respinto per partecipare a un torneo di basket indigeno del 2016 con la motivazione che non è indigeno di nascita. |
| Tornare a vincere                                                         | 2020 | Drama               | Un operaio edile alcolizzato (Ben Affleck) viene reclutato per diventare capo allenatore della squadra di basket del liceo in cui era un tempo campione. |
| Boogie                                                                    | 2021 | Drama               | Un fenomeno del basket (Taylor Takahashi) lotta per bilanciare la pressione dei suoi genitori tradizionalisti dell'Asia orientale che gli impongono una borsa di studio in un college d'élite con la voglia di inseguire i suoi sogni NBA. |
| Breakaway                                                                 | 2021 | Documentario        | Realizzato per la TV come parte della serie 30 for 30 di ESPN. All'apice della sua carriera, la superstar della WNBA Maya Moore ha abbandonato lo sport per impegnarsi a liberare un uomo che molti ritenevano ingiustamente condannato, una ricerca che le avrebbe cambiato la vita in modi inaspettati. |
| Handle With Care: The Legend of the Notic Streetball Crew                 | 2021 | Documentario        | Documentario su una squadra di streetball di Vancouver, British Columbia, Canada. |
| NBA Films for Fans                                                        | 2021 | Documentario        | Antologia di cinque brevi documentari sul basket, realizzati per celebrare il 75º anniversario della prima partita della National Basketball Association. |
| Space Jam: A New Legends                                                  | 2021 | Animazione/Comedia  | Unisce azione dal vivo e animazione, con LeBron James e Bugs Bunny. |
| Dream On                                                                  | 2022 | Documentario        | Documentario in tre parti realizzato per la TV come parte della serie 30 for 30 di ESPN. Uno sguardo alla squadra femminile di basket olimpica degli Stati Uniti del 1996, che ha dominato la competizione alle Olimpiadi di Atlanta e ha contribuito alla creazione della WNBA l'anno successivo. |
| Golden Delicious                                                          | 2022 | Drama di formazione | Un adolescente sino-canadese si confronta con le aspettative sociali quando si innamora del suo compagno di squadra di basket. |
| The Greatest Mixtape Ever                                                 | 2022 | Documentario        | Parte della serie 30 for 30 di ESPN. Esamina l'impatto sportivo e culturale dello streetball degli anni '90 e dell'AND1 Mixtape Tour. |
| The Grizzlie Truth                                                        | 2022 | Documentario        | La regista Kathleen Jayme indaga sul declino e il collasso dei Vancouver Grizzlies. |
| Hustle                                                                    | 2022 | Comedia/Drama       | Uno scout della NBA (Adam Sandler) scopre un giocatore sconosciuto in Spagna (Juancho Hernangómez) e lo riporta negli Stati Uniti per prepararlo all'imminente draft NBA. |
| Rise - La vera storia di Antetokounpo                                     | 2022 | Docudrama           | Pubblicato su Disney+ l'episodio che racconta l'ascesa dei fratelli Antetokounmpo, dalle lotte in quanto figli di immigrati nigeriani in Grecia alla ribalta del basket e, nel caso di Giannis, alla celebrità nell'NBA. |
| The First Slam Dunk                                                       | 2022 | Anime/Drama         | Anime giapponese basato sulla serie manga sportiva Slam Dunk. |
| <i id="mwB3Q">The Redeem Team</i>                                         | 2022 | Documentario        | Racconta la storia della squadra olimpica di basket maschile degli Stati Uniti del 2008. |
| Hello Universe!                                                           | 2023 | Fantasy/Comedia     | Un uomo di mezza età riesce a vivere la vita che desiderava quando una figura magica esaudisce il suo desiderio di diventare un allenatore di basket di successo. |
| Air - La storia del grande salto                                          | 2023 | Drama               | L'origine del marchio di scarpe Air Jordan. |
| Campioni                                                                  | 2023 | Comedia             | Un allenatore di pallacanestro di NBA G-League irascibile che, dopo un arresto, deve allenare una squadra di giocatori con disabilità intellettive come servizio alla comunità. |
| Chang a canestro                                                          | 2023 | Drama               | Chang, uno studente liceale asiatico-americano di 16 anni che suona nella banda, scommette con la stella del basket della scuola che riuscirà a schiacciare prima del ballo di fine anno. |
| The Hidden Court                                                          | 2023 | Documentario        | La storia di un gruppo di 11 uomini di Northern Westchester, New York che, nel pieno della pandemia di COVID-19, quando le palestre erano chiuse e i canestri erano stati rimossi dai campi all'aperto, hanno trovato un senso di comunità e cameratismo giocando a "basket del proibizionismo" in un campo all'aperto nascosto. |
| Lady Ballers                                                              | 2023 | Comedia             | Jeremy Boreing interpreta un allenatore sfortunato che farebbe di tutto per vincere, persino riunire la sua vecchia squadra di basket maschile per competere negli sport femminili. |
| The Luckiest Guy in the World                                             | 2023 | Documentario        | Realizzato per la TV come parte della serie 30 for 30 di ESPN. Serie in quattro parti che esplora la vita di Bill Walton, dai suoi inizi come fenomeno del liceo fino al dominio alla UCLA, una carriera NBA costellata di infortuni, l'attivismo sociale e il commento di basket a volte controverso. |
| Shooting Stars                                                            | 2023 | Drama               | Un film biografico originale di Peacock sugli anni del liceo di LeBron James. |
| Warrior Strong                                                            | 2023 | Drama               | Un aspirante giocatore di basket professionista viene invitato dal suo ex preside della scuola superiore a tornare a scuola come assistente dell'allenatore capo della squadra di basket. |
| White Men Can't Jump                                                      | 2023 | Comedia             | Remake americano del film del 1992. |
| Sweetwater                                                                | 2023 | Drama               | Film biografico su Nat Clifton, il primo afroamericano a firmare un contratto con la NBA. |
| Rez Ball                                                                  | 2024 | Drama               | I Chuska Warriors, una squadra di basket di una scuola superiore nativa americana del New Mexico, devono unirsi dopo aver perso il loro giocatore più forte per continuare a lottare per il campionato statale. |
| All-Star Weekend                                                          | 2025 | Comedia             | Due amici si ritrovano tifosi delle stelle avversarie dell'NBA, LeBron James e Stephen Curry. |
| 48 Hours in Vegas                                                         | N/A  | Biografia           | Ispirato alla storia di come la stella dell'NBA Dennis Rodman si sia lanciata in un'avventura folle nel bel mezzo delle finali NBA del 1998. |
| King of the South                                                         | N/A  | Biografia           | TBA |